# Shibuya O-WEST

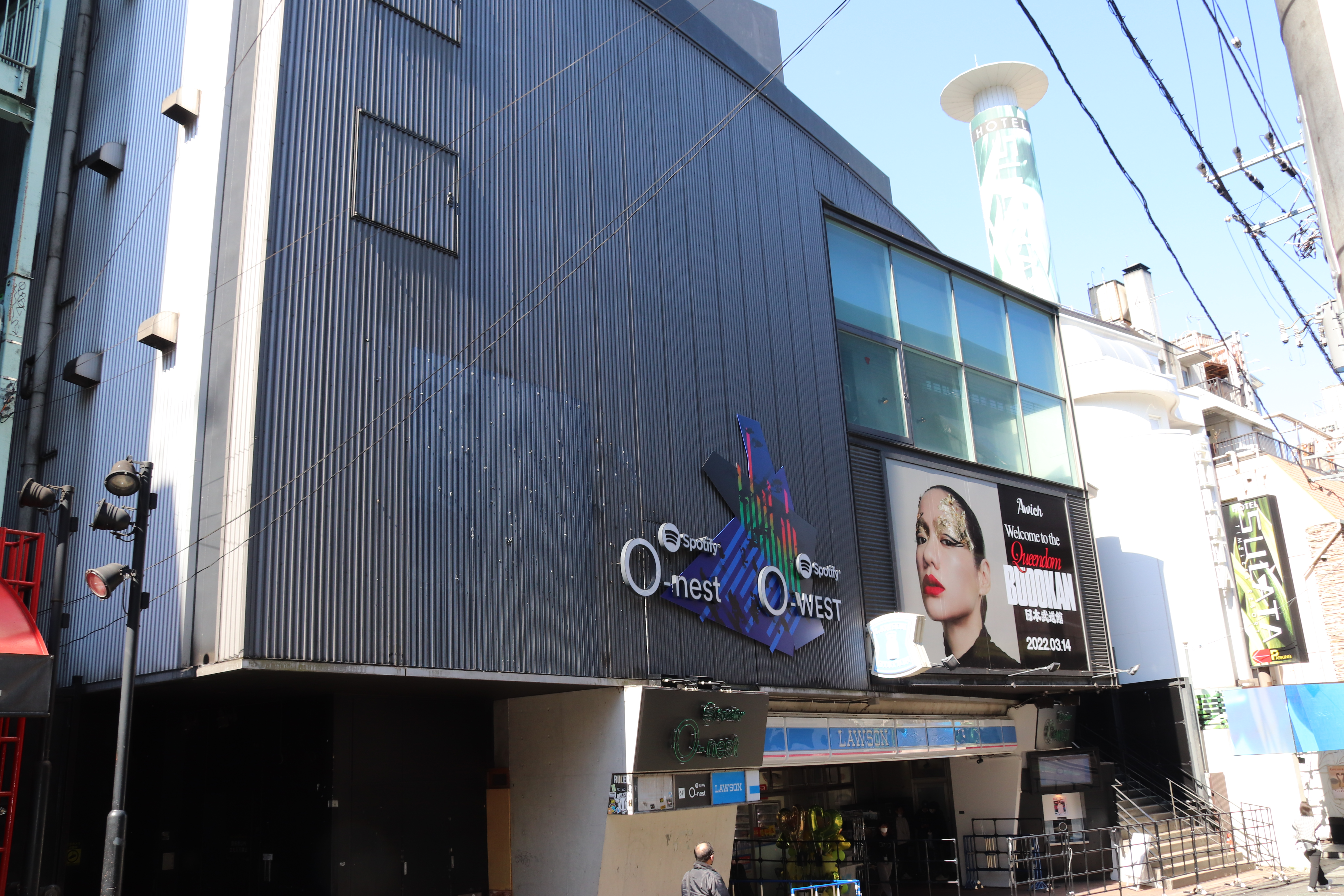
Spotify O-WEST（2022年撮影）

Shibuya O-WEST（しぶやオーウエスト）は、東京都渋谷区円山町にあるライブハウス。シブヤテレビジョンが運営するShibuya O-Groupのライブハウスのひとつ。カルチュア・コンビニエンス・クラブがネーミングライツを取得したため、2013年12月以降の名称はTSUTAYA O-WESTとなっていたが、Spotifyの日本法人であるスポティファイジャパンが新たにネーミングライツを取得したため、2021年12月以降の名称はSpotify O-WESTとなった。

## O-WESTビル概要
1階がローソン、2階がSpotify O-WEST、5階 - 6階がSpotify O-nest、7階が7th FLOORとなっている。建物設計は北山孝二郎＋K計画事務所。

### Spotify O-WEST
スタンディング600人（座席の場合250人）収容可能。ロッカーは、ステージ向かって左側2階席に上がる階段の上に設置。公演によっては使えない時もある。最前柵あり（取る場合もある）段差なし。O-Westではなく「O-WEST」が正式表記。

### Spotify O-nest
スタンディング250人。入場は6階からになる。6階はCAFE&BARフロア、5階はLIVEフロアとなっている。

### 7th FLOOR
このライブハウスのみ、Shibuya O-Group以外の運営であるが、O-Groupと合同イベントを組むこともある。グランドピアノを備え、アコースティック系中心。

## 歴史

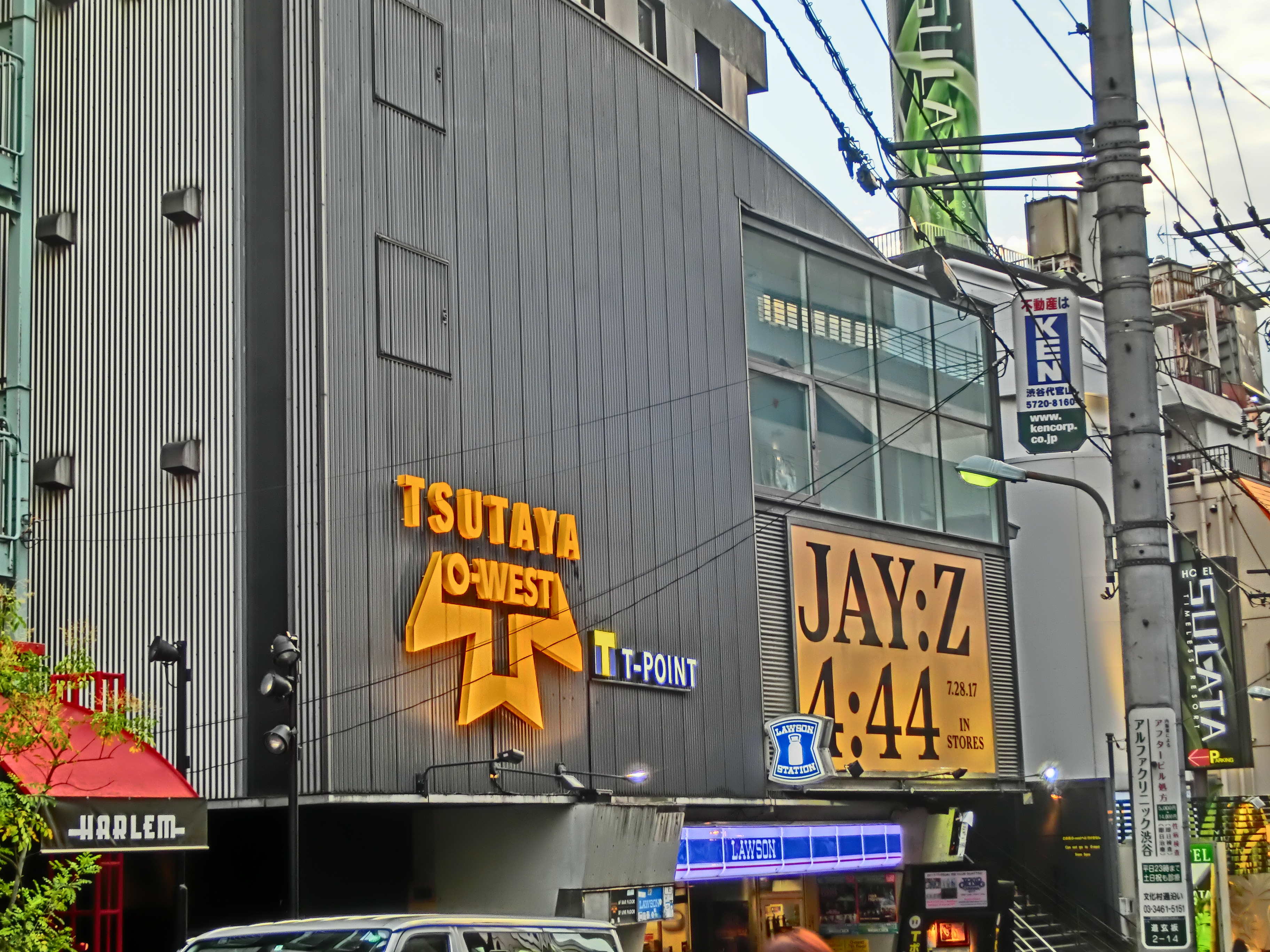
TSUTAYA O-WEST（2017年撮影）

- 1993年12月、ON AIR（現在のSpotify O-EAST）向かいのビルにON AIR WESTとしてオープン。
- 1996年3月、渋谷nest（現Spotify O-nest）オープン。
- 2003年12月、O-EASTビル完成に合わせて、Shibuya O-WEST、O-nestに名称を変更。
- 2008年2月、O-nestがシブヤテレビジョンの直営店舗化。
- 2013年12月、カルチュア・コンビニエンス・クラブが命名権を取得し、名称がTSUTAYA O-WEST、TSUTAYA O-nestへと変更された[1]。
- 2021年12月1日 - Shibuya O-WEST・Shibuya O-nestの命名権をスポティファイジャパンへ売却、名称をSpotify O-WEST・Spotify O-nestへ変更した[2]。